# Modron Corona
La Modron Corona è una struttura geologica della superficie di Venere.